# Флаг Соломоновых Островов
Государственный флаг Соломоновых Островов (англ. Flag of Solomon Islands) принят 18 ноября 1977 года. Дизайн флага разработан новозеландцем Джоном Хазелдайном (англ. John Hazeldine).

## Описание и символика
Государственный флаг Соломоновых Островов представляет собой прямоугольное полотнище с жёлтой полосой, тянущейся от нижнего левого угла флага по диагонали в верхний правый угол. Верхний прямоугольный треугольник окрашен в синий цвет, а нижний — в зелёный цвет. В верхнем левом углу находится изображение пяти равных по размеру пятиконечных звёзд белого цвета.
Цвета имеют следующее значение:
- Синий цвет символизирует внутренние воды и окружающий океан.
- Зелёный цвет олицетворяет плодородную землю страны.
- Жёлтый цвет символизирует солнечный свет[3].

Пять звёзд символизируют пять изначальных провинций страны (впоследствии их число увеличилось).

## Другие флаги

Гражданский морской и торговый флаг. Соотношение сторон: 1:2.
Государственный морской флаг. Соотношение сторон: 1:2.
Военно-морской флаг. Соотношение сторон: 1:2.

## Исторические флаги

Флаг Соломоновых островов 1906—1947 гг.

Британский протекторат над большей частью Соломоновых островов был установлен в 1893 году. Введённый флаг был типичным для британских колоний. Он представлял собой синее полотнище, в верхнем левом углу которого находился флаг Великобритании, а в правой части — герб протектората (на нём была изображена корона и надпись «British Solomon Islands»).

Флаг Соломоновых островов 1947—1956 гг.

В 1947 году был введён новый флаг: на нём было изменено изображение герба (теперь на гербе была изображена стилизованная чёрно-белая морская черепаха на красном фоне). Этот флаг использовался до 1956 года. На очередном флаге опять был изменён герб: на щите появились изображения орла, черепахи, льва, фрегата и разнообразных местных вооружений.
Современный вариант герба был принят в 1977 году, за год до получения независимости от Великобритании.